# Baskinta
Baskinta (in arabo بسكنتا‎?) è un villaggio libanese del governatorato del Monte Libano, situato a mezza montagna, a circa 30 chilometri a nord-est di Beirut.